# Botryllus schlosseri
Espèce
Le botrylle étoilé (Botryllus schlosseri) est une espèce d'ascidies coloniales de la famille des Styelidae

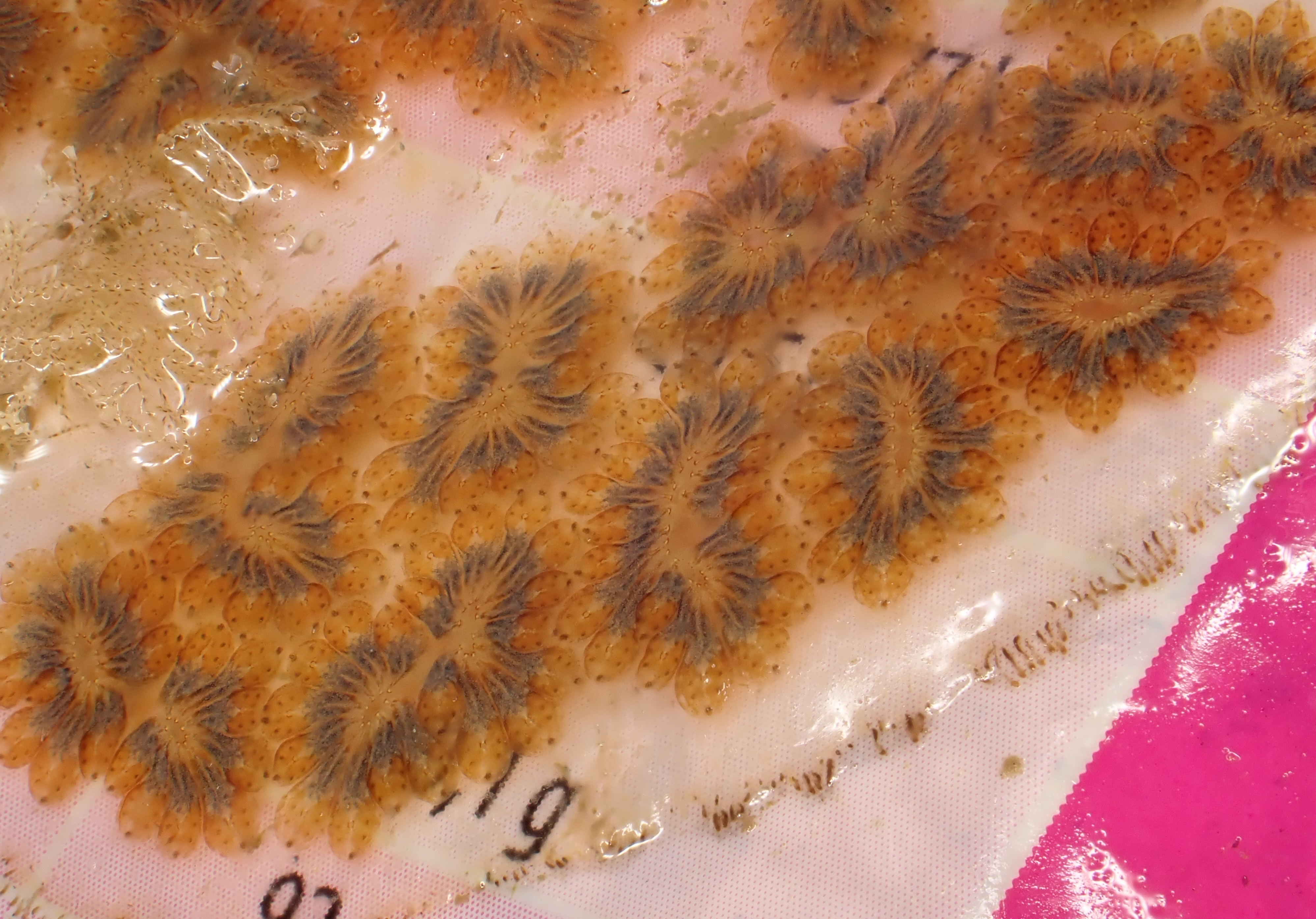
Colonie méditerranéenne